# Zepherina
Zepherina is een geslacht van kevers uit de familie bladkevers (Chrysomelidae).
De wetenschappelijke naam van het geslacht werd in 1958 gepubliceerd door Bechyne.

## Soorten
- Zepherina acanthonychina (Bechyne, 1956)
- Zepherina antennalis (Weise, 1921)
- Zepherina atroplagiata Bechyne, 1958
- Zepherina bella (Bowditch, 1925)
- Zepherina beniensis (Bowditch, 1925)
- Zepherina blumenensis (Bowditch, 1925)
- Zepherina brevicollis (Weise, 1921)
- Zepherina bucki (Bechyne & Bechyne, 1962)
- Zepherina callangensis (Bechyne, 1956)
- Zepherina camilla (Bechyne, 1956)
- Zepherina clermonti (Bechyne, 1956)
- Zepherina defensa (Bechyne, 1956)
- Zepherina dichroa (Germar, 1824)
- Zepherina dispensa Bechyne, 1958
- Zepherina dubia (Olivier, 1808)
- Zepherina frontalis (Weise, 1921)
- Zepherina guttata (Bowditch, 1925)
- Zepherina iguassuanus (Bechyne, 1958)
- Zepherina limbipennis (Weise, 1921)
- Zepherina luteovittata (Bechyne, 1958)
- Zepherina maculata (Bowditch, 1925)
- Zepherina masoni (Bowditch, 1925)
- Zepherina modesta (Jacoby, 1888)
- Zepherina muriensis (Bechyne, 1956)
- Zepherina newtoni Bechyne & Bechyne, 1969
- Zepherina nigromaculata Bechyne, 1958
- Zepherina phenricina (Bechyne & Bechyne, 1962)
- Zepherina procerulus (Weise, 1921)
- Zepherina pulchra Bechyne, 1958
- Zepherina similis (Bowditch, 1925)
- Zepherina systenoides (Bechyne & Bechyne, 1969)
- Zepherina taperinha (Bechyne & Bechyne, 1961)
- Zepherina tenuis (Weise, 1921)
- Zepherina tiarensis Bechyne, 1997
- Zepherina tippmanni (Bechyne, 1958)
- Zepherina trinidadensis (Weise, 1929)
- Zepherina utingensis Bechyne & Bechyne, 1961
- Zepherina variegatus (Weise, 1921)
- Zepherina violaceipennis (Jacoby, 1888)
- Zepherina virgilia (Bechyne, 1956)
- Zepherina xanthaspis (Germar, 1824)